# Nikolaï Mikhaïlovitch Nikolski
Pour les articles homonymes, voir Nikolaï Nikolski.
Nikolaï Mikhaïlovitch Nikolski (en russe : Николай Михайлович Никольский), né le 1er novembre (13 novembre) 1877 à Moscou et mort le 19 novembre 1959 à Minsk, est un historien, exégète et orientaliste russe, spécialiste des langues sémitiques et cunéiformes et assyriologue.

## Biographie
Diplômé de l’université de Moscou en 1900, il enseigne plusieurs années à l’université populaire de Nijni Novgorod. Membre de l’Académie nationale des sciences biélorusse (1931), membre correspondant de l’Académie des sciences d'URSS (1946), il est l’auteur d’ouvrages sur l’histoire de la religion et l’histoire de l’Orient ancien.
Pendant l’occupation allemande de la Biélorussie à partir de 1941, il fait partie d’une unité de partisans.

## Un historien marxiste
Nikolaï Nikolski collabore très rapidement au nouveau régime et reçoit durant sa carrière plusieurs distinctions (l’ordre du Drapeau rouge du Travail et l’ordre de Lénine). Il peut développer pleinement une exégèse historico-critique difficile à populariser pendant le régime tsariste. En histoire, Nikolski revisite l’histoire de l’Orient ancien, en appliquant souvent des catégories marxistes : féodalisme, capitalisme et impérialisme.
Il s’implique dans les débats autour du mode de production asiatique, il est l’un des tenants, avec Mikhail Pokrovski de l’école historique du matérialisme économique qui domine la vie intellectuelle soviétique dans l’entre-deux-guerres.

## Œuvres
- Œuvres d’exégèse.
- Presque tous les articles sur la Bible du Dictionnaire encyclopédique Granat et de la Grande Encyclopédie soviétique.
- История русской церкви, Istoria rousskoï tserkvi (« Histoire de l’Église russe »), Moscou, Léningrad, 1930, 1931, 1983. C’est son œuvre la plus importante d’histoire ecclésiastique. La 3e édition de 1983, à 100 000 exemplaires, assurée par Gordienko, s’inscrivait dans la lutte contre le retour du religieux pour la préparation du premier millénaire de la Russie (et du baptême de Vladimir Ier) en 1987[1].